# 고양이 학교
<고양이 학교>는 김진경이 쓰고 김재홍이 그린 어린이 연작 판타지 소설이다.한국 작가 최초로 프랑스 아동 문학상인 앵코륍티블상을 받았다.
내용은 민준이의 고양이인 버들이가 고양이 학교에 들어가면서 겪는 모험 이야기이다.그곳에서 버들이는 러브레터,메산이,바이킹,스라소니와 함께 수정 고양이가 되어 그림자 고양이들로부터 세상을 지킨다.
현재 <고양이 학교>는 1부 5권,2부 3권,3부 3권,세계편 3권, 파리편 2권까지 출간되었으며 중국,일본,대만,프랑스,폴란드에 수출되었다.